# کلیسای کاغذی از شیگروبان
کلیسای کاغذی از شیگروبان این مرکز اجتماعی توسط داوطلبان کلیسا که محل عبادتشان در زلزله کوبه – ژاپن – در سال ۱۹۹۵ نابود شده بود، ساخته شده. متریال‌ها از طرف تعدادی شرکت اهدا شد و ساخت و ساز تنها در پنج هفته با ۱۶۰ داوطلب تکمیل گردید. پلان (10 x 15m) درون یک پوسته راه راه از ورق‌های پلی کربنات محصور شده است. در داخل آن، ۵۸ لوله کاغذی (قطر ۳۲۵ میلیمتر، ۱۴٫۸ میلیمتر ضخامت و ۵ متر ارتفاع) در یک الگوی بیضی شکل قرار گرفته‌اند. گرفتگی eclipse طرح بر اساس طرح‌های کلیسای Bernini است و فضای بین گرفتگی و لبه بیرونی از سایت مستطیل شکل یک راهرو و یک فضای پشتیبانی جانبی شکل می‌دهد.
درقسمت ورودی به گرفتگی، فضای لوله‌های کاغذی عریض تر می‌شود و نما به طور کامل شفاف شده تا یک فضای واحد و یکپارچه و مستمر را بین فضای داخلی و خارجی شکل دهد. این کلیسا در ژوئن ۲۰۰۵ برچیده شد و تمام متریال‌ها به شهر تایوان فرستاده و مونتاژ دوباره آن در سال ۲۰۰۸ پایان گرفت.